# Hans Hermann Groër

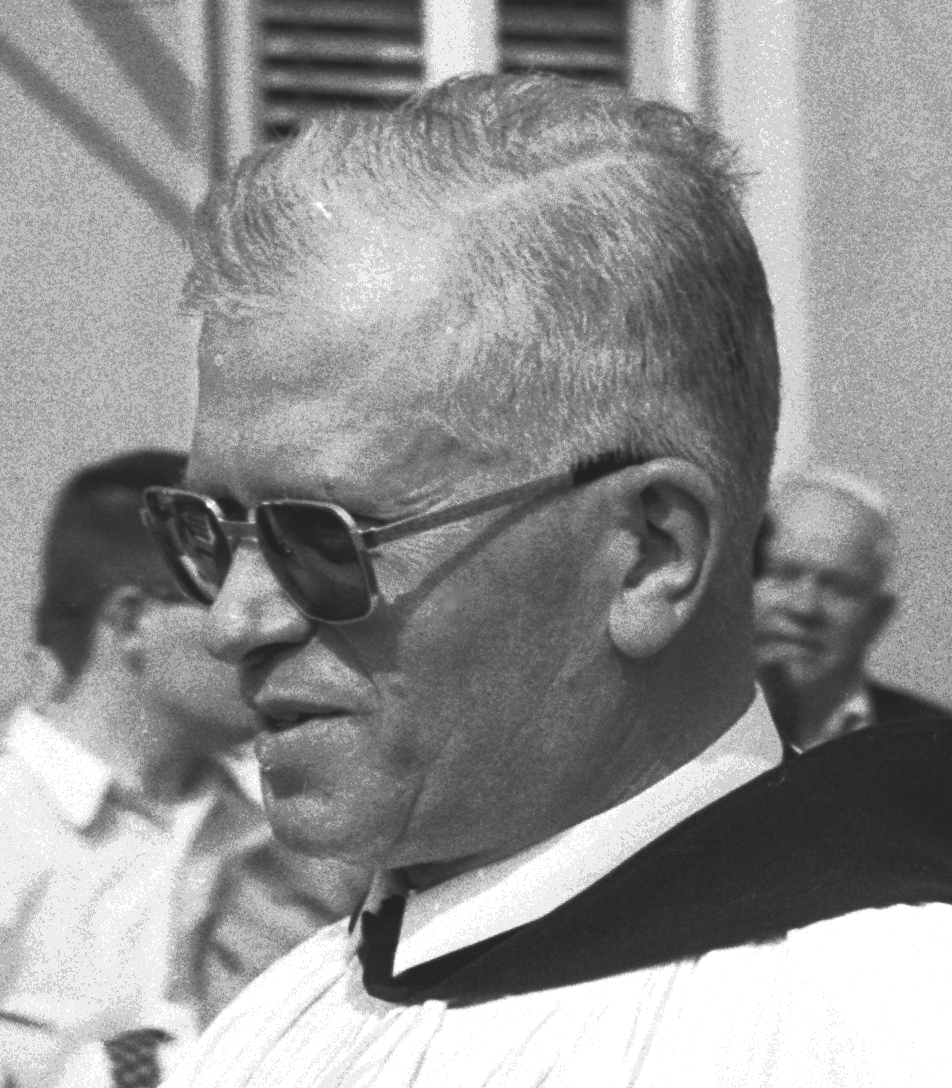
Hans Hermann Groër im Jahr 1975

 Hans Hermann Kardinal Groër OSB (* 13. Oktober 1919 als Hans Wilhelm Franz Maria Groër in Wien; † 24. März 2003 in St. Pölten) war ein österreichischer römisch-katholischer Priester. Von 1986 bis 1995 war er Erzbischof von Wien. Gegen Groër wurden schwere Vorwürfe des sexuellen Missbrauchs erhoben, die später auch von ranghohen Kirchenvertretern eingeräumt wurden. Im Zuge dieser Missbrauchsaffäre trat er schließlich von allen geistlichen Ämtern zurück.

## Leben

### Jugendzeit
Hans Groër entstammte einer k. u. k. Offiziersfamilie. Er besuchte zunächst das Gymnasium Fichtnergasse, trat 1933 in das Knabenseminar Hollabrunn ein und besuchte das Bundesgymnasium Hollabrunn, wo er am 2. Juni 1937 maturierte. Danach trat er in das Wiener Priesterseminar ein. Er wurde 1941 als Luftwaffensanitäter zum Militärdienst einberufen.

### Priester
Während eines Fronturlaubes empfing er am 12. April 1942 durch Theodor Kardinal Innitzer das Sakrament der Priesterweihe. Wegen eines Herzklappenfehlers wurde Groër am 11. März 1943 aus dem Militärdienst entlassen und war zunächst Kaplan in Petronell und ab 15. August in Bad Vöslau. 1944 trat er dem von Friedrich Wessely gegründeten Oratorium Sanctissimae Trinitatis bei. Ab 1946 war er Studienpräfekt am Knabenseminar Hollabrunn. 1947 wurde er zum Doktor der Theologie promoviert. Von 1952 bis 1976 war er Religionslehrer und Studentenseelsorger am Bundesgymnasium Hollabrunn, Niederösterreich. Von 1959 bis 1963 war er auch Kaplan der Pfarre Hollabrunn.
Groër gründete Pfadfindergruppen und wurde 1963 Landeskurat der Niederösterreichischen Pfadfinder und Pfadfinderinnen. Er war geistlicher Leiter der Laienbewegung Legio Mariae. Ab 1962 war er für den Bereich Hollabrunn, ab 1970 für ganz Österreich verantwortlich. Von 1974 bis 1986 war er Direktor des von Rektor Johann Kurz und ihm gegründeten Aufbaugymnasiums Hollabrunn.
1969 erneuerte Groër die Wallfahrt zu dem alten Marienwallfahrtsort Roggendorf bei Hollabrunn. Die Wallfahrt war 1785 im Zuge des Josephinismus in Vergessenheit geraten. Nach Restaurierung des aus dem 15. Jahrhundert stammenden, auf Leder gemalten Gnadenbildes der Pfarr- und Wallfahrtskirche Mariä Geburt wurde dieses am 14. September 1969, dem Fest der Kreuzerhöhung, neu geweiht. Dabei schlug Groër den Gläubigen vor, eine Wallfahrt neuen Typs zu beginnen: An jedem Dreizehnten sollten die Pilger – in Erinnerung an die von 13. Mai bis 13. Oktober 1917 erfolgten Marienerscheinungen im portugiesischen Fátima – nach Roggendorf kommen, um für Festigung im Glauben, für die Erneuerung der Kirche, für Priester- und Ordensberufe und den Frieden in der Welt zu beten. Seit 1971 trägt die kleine Katastralgemeinde den Namen Maria Roggendorf. Am 6. August 1988 wurde die Pfarr- und Wallfahrtskirche Maria Roggendorf vom Papst in den Rang einer Basilica minor erhoben.
1974 trat er in das Benediktinerstift Göttweig ein und bekam den Ordensnamen Hermann. Am 8. September 1977 legte er die Ewigen Gelübde ab. Er gründete das Zisterzienserinnenkloster Marienfeld bei Maria Roggendorf, das am 14. November 1982 von Franz Kardinal König geweiht wurde.

### Bischof und Kardinal

Wappen von Kardinal Groër

Am 15. Juli 1986 wurde Groër von Papst Johannes Paul II. zum Erzbischof von Wien ernannt und empfing am 14. September 1986, dem Fest der Kreuzerhöhung, im Wiener Stephansdom durch Franz Kardinal König die Bischofsweihe; Mitkonsekratoren waren Karl Berg, Erzbischof von Salzburg, und Stephan László, Bischof von Eisenstadt.
Am 29. Juli 1987 erhielt er von Papst Johannes Paul II. das Pallium als Zeichen seiner Stellung als Metropolit der Wiener Kirchenprovinz. Am 28. Juni 1988 nahm ihn der Papst in Rom als Kardinalpriester mit der Titelkirche Santi Gioacchino ed Anna al Tuscolano in das Kardinalskollegium auf. Die österreichischen Bischöfe wählten ihn am 13. Mai 1989 zum Vorsitzenden der Österreichischen Bischofskonferenz. Medial trat er kaum in Erscheinung und verschloss sich weitgehend Interviewanfragen.
Wappen und Wahlspruch
Der Wappenschild von Kardinal Groër war geviert: Feld eins und vier auf rotem Grund ein griechisches Kreuz auf weißem Balken (= Wappen des Erzbistums Wien); Feld zwei und drei gespalten, vorne viermal schräglinks von Gold und Blau geteilt, hinten Silber ohne Bild (= Wappen des ausgestorbenen Adelsgeschlechtes der Ruckhendorffer, einstige Inhaber der Herrschaft Ruckhendorff). Hinter dem Schild stehend das Doppelkreuz (Patriarchenkreuz), darüber der rote Galero (Kardinalshut) mit den jeweils fünfzehn herunterhängenden roten Quasten (fiocchi). Groers Wahlspruch lautete In verbo autem tuo („Aber auf Dein Wort hin“) und wurde dem Lukasevangelium (Lk 5,1–11 ) entnommen.

### Missbrauchsaffäre, Rücktritt und Folgen
Am 27. März 1995 erhob im Nachrichtenmagazin profil (Nr. 13/95) Josef Hartmann († 5. Jänner 2025), ein ehemaliger Schüler Groërs, schwere Vorwürfe wegen seinerzeitigen sexuellen Missbrauchs gegen den Kardinal. Daraufhin meldeten sich weitere Exschüler des Knabenseminars Hollabrunn, die von sexueller Belästigung beziehungsweise Missbrauch in ihrer Jugend berichteten. Groër schwieg und trat am 6. April 1995 als Vorsitzender der Bischofskonferenz zurück. In einer Erklärung vom 7. April 1995 wies Groër „Inhalt und Gestalt der gegen mich getätigten Diffamierung und vernichtenden Kritik“ ausdrücklich zurück. Der Vatikan reagierte „diplomatisch“: Groër wurde am 13. April 1995 Christoph Schönborn als Koadjutor-Erzbischof mit dem Recht auf Nachfolge beigestellt. In einer weiteren Erklärung vom 15. Mai 1995 wies Groër die Kritik nochmals zurück und begründete sein sonstiges Schweigen in dieser Sache.
Die Vorwürfe gegen Groër lösten im April 1995 die Vorbereitungen zu einem Kirchenvolks-Begehren in Österreich aus, bei dem im Juni mehr als 500.000 Unterschriften für eine „grundlegende Erneuerung der Kirche Jesu“ und eine Reihe von Reformmaßnahmen gesammelt wurden. In der Folge wurde die Initiative Wir sind Kirche gegründet.
Groër hatte schon am 13. Oktober 1994 – vor der „Affäre“ – um Rücktritt aus Altersgründen ersucht. Am 14. August 1995 nahm der Papst Groërs Rücktritt an, der am 14. September 1995 wirksam wurde. Nach dem Rücktritt zog sich Groër in das von ihm gegründete Zisterzienserinnenkloster Marienfeld zurück. Am 1. September 1996 übertrug man ihm wieder ein kirchliches Amt als Prior des Klosters St. Josef in Maria Roggendorf, einem Ableger des Stiftes Göttweig. Dieses Amt musste er ebenfalls aufgeben: Anfang 1998 tauchten im Stammkloster Groërs, dem Stift Göttweig, weitere Vorwürfe auf. Diesmal wurden ihm homosexuelle Übergriffe auf volljährige Mönche vorgeworfen.
Am 10. Februar 1998 kündigte der Heilige Stuhl eine außerordentliche Visitation im Stift Göttweig unter der Leitung von Abtprimas Marcel Rooney an. Noch vor dem Beginn der Visitation erklärten die Bischöfe Christoph Schönborn, Johann Weber, Georg Eder und Egon Kapellari am 27. Februar 1998 in einer Stellungnahme: „Wir sind nun zur moralischen Gewissheit gelangt, dass die gegen Alterzbischof Kardinal Hans Hermann Groër erhobenen Vorwürfe im Wesentlichen zutreffen. Sein Schweigen haben wir zu ertragen, können aber selbst nicht schweigen, wenn wir unserer Verantwortung für die Kirche gerecht werden sollen.“ Die Visitation des Stifts Göttweig fand Anfang März statt, ihr Ergebnis wurde nie veröffentlicht. In einer Erklärung vom 14. April 1998 bat Groër „Gott und die Menschen“ um Vergebung, „wenn ich Schuld auf mich geladen habe“. Am 30. April 1998 zog er in ein Nonnenkloster der Nazarethschwestern in Goppeln bei Dresden in Deutschland. Ab Oktober 1998 lebte er zurückgezogen in Marienfeld.
Kardinal Schönborn warf dem ehemaligen Vatikan-Kardinalstaatssekretär Angelo Sodano in einem Interview mit der Presse vor, dass dieser die Bildung einer Untersuchungskommission zur Groër-Affäre verhindert habe, schrieb Il Giornale unter Berufung auf Kathpress. Schönborn sprach davon, dass es um Sodano eine „Vertuschungsfraktion“ gebe. Nach Darstellung des Journalisten Paul Kreiner habe Schönborn allerdings Sodanos Einfluss auf den Papst unterschätzt, denn Benedikt XVI. zitierte Schönborn nach Rom, wo er sich öffentlich bei Sodano entschuldigen musste.
Der Journalist Otto Friedrich kommentierte rückblickend, dass der Katholischen Kirche in Österreich durch die Affäre Groër eine „zweifelhafte ‚Vorreiterrolle‘“ zugekommen ist: „Jahre bevor die katholische Kirche in den USA, in Irland, Großbritannien und anderen Weltgegenden durch Missbrauchsskandale desavouiert wurde, stand Österreich diesbezüglich im Rampenlicht.“
Zu den Missbrauchsopfern Groërs zählte auch der Benediktinerpater Udo Fischer. 2003 zahlte die katholische Kirche annähernd 40.000 Euro an Josef Hartmann, den ehemaligen Schüler Groërs, der die Affäre im März 1995 ausgelöst hatte. Dafür musste er schriftlich garantieren, mit dem Thema nicht mehr an die Öffentlichkeit zu gehen. In einem späteren Interview nannte er diese Vereinbarung einen „Teufelspakt“, die Zahlung sei Schweigegeld gewesen.

### Tod

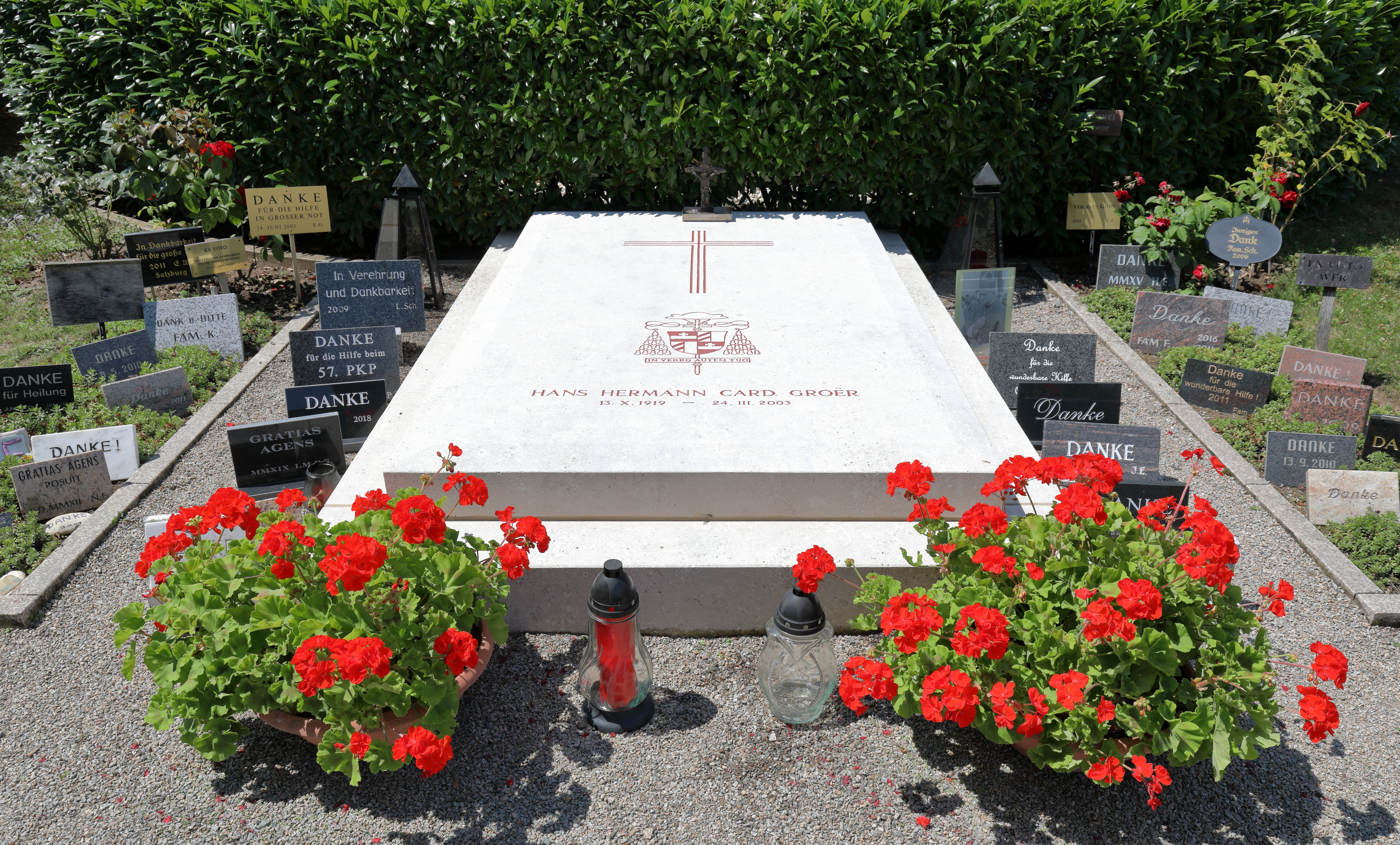
Groërs Grab vor dem Kloster Marienfeld in Niederösterreich. Links und rechts mit Votivtafeln.

Groër starb am 24. März 2003 und wurde am 5. April 2003 auf dem Gelände des Klosters Marienfeld beerdigt. Joachim Kardinal Meisner, der damalige Erzbischof von Köln, hielt die Predigt, in der er Groër trotz der Vorwürfe des sexuellen Missbrauchs als Seminarlehrer gegenüber Buben als jemanden beschrieb, dem es „beschieden [war], dem Herrn auf dem Kreuzweg zu folgen. Er war ganz eingetaucht in das bittere Leiden Jesu“. Heribert Prantl kritisierte diese Grabrede in einem Artikel der Süddeutschen Zeitung scharf und verwies auf Meisners Umkehrung von Opfer und Täter.

## Auszeichnungen
- 1988: Goldenes Ehrenzeichen für Verdienste um das Bundesland Niederösterreich

## Werke
- Die Kontroverse der nachtridentinischen Theologen über die Gegenwart Gottes im Gerechten auf Grund der Sendungen. (Dissertation) Wien 1947.[23]
- Hundert Jahre Knabenseminar der Erzdiözese Wien 1856–1956. Hollabrunn 1956.
- Maria in der Offenbarung. Salterrae, Maria Roggendorf 1987.
- Die Rufe von Loreto. Herold, 1987; Salterrae, Maria Roggendorf 1991
- Vor dem Herz-Jesu-Bild: Triduum im Stephansdom – Wien; drei Predigten zur Vorbereitung auf das Herz-Jesu-Fest 1991 (4. bis 6. Juni 1991). Salterrae, Maria Roggendorf 1991.
- Rosenkranz-Sühnekreuzzug Österreichs für den Frieden (Hrsg.): Dieses Land, inmitten der Welt, braucht deinen Schutz: Maria-Namen-Feier, 11. und 12. September 1993: Predigten von Kardinal Hans-Hermann Groer. Wien 1993.
- Maria im Geheimnis Jesu Christi. EOS Verlag, Erzabtei St. Ottilien 1999.
- Weihnachts- und Silvesteransprachen in Rundfunk und Fernsehen. Hrsg. von Ildefons Manfred Fux OSB. Gottgeweiht Beiheft 12, Wien 2007.